# سد پونچینا
سد پونچینا (به اسپانیایی: Central hidroeléctrica San Carlos) یک سد خاکی و نیروگاه برقابی در کلمبیا است که در سان کارلوس (انتیوکیا) واقع شده‌است.